# 23773 Sarugaku
23773 Sarugaku este un asteroid din centura principală de asteroizi.

## Descriere
23773 Sarugaku este un asteroid din centura principală de asteroizi. A fost descoperit pe 24 iunie 1998 la Stația Anderson Mesa în cadrul programului LONEOS. Asteroidul prezintă o orbită caracterizată de o semiaxă mare de 2,47 ua, o excentricitate de 0,16 și o înclinație de 14,5° în raport cu ecliptica.